# ブラック・ダイアモンド
「ブラック・ダイアモンド」 ("Black Diamond")はストラトヴァリウスの7枚目のシングル。アルバム『ヴィジョンズ』からのシングルカットされた楽曲である。作曲ティモ・トルキ、作詞ティモ・コティペルト。
日本版のみの発売である。海外では『ヴィジョンズ』海外版1曲目の『キッス・オブ・ジューダス』がシングルカットされている。
イェンス・ヨハンソンによるキーボードが繰り出すチェンバロの音色から始まり、ティモ・トルキのギターが重なるイントロで始まる。スピードチューンでありながらクラシカルな面を持ち合わせた楽曲である。

## 収録曲
1. "Black Diamond" (5:39)
2. "The Kiss of Judas" (5:49)
3. "The Kiss of Judas (demo)" (5:41)
4. "We Hold the Key (live)" (7:53)
5. "4th Reich (live)" (5:52)

## プロモーションビデオ
ブラック・ダイアモンドの録音風景とスタジオライブの様子が、日本でのライブの風景と交互に映る。
- 監督 - Sökö Kaukoranta